# Prodontria lewisi
Prodontria lewisi là một loài bọ cánh cứng thuộc họ Scarabaeidae. Nó là loài đặc hữu của New Zealand.